# Stepojevac
Stepojevac (en serbe cyrillique : Степојевац) est une localité de Serbie située dans la municipalité de Lazarevac et sur le territoire de la ville de Belgrade. Au recensement de 2011, elle comptait 2 894 habitants.

## Géographie

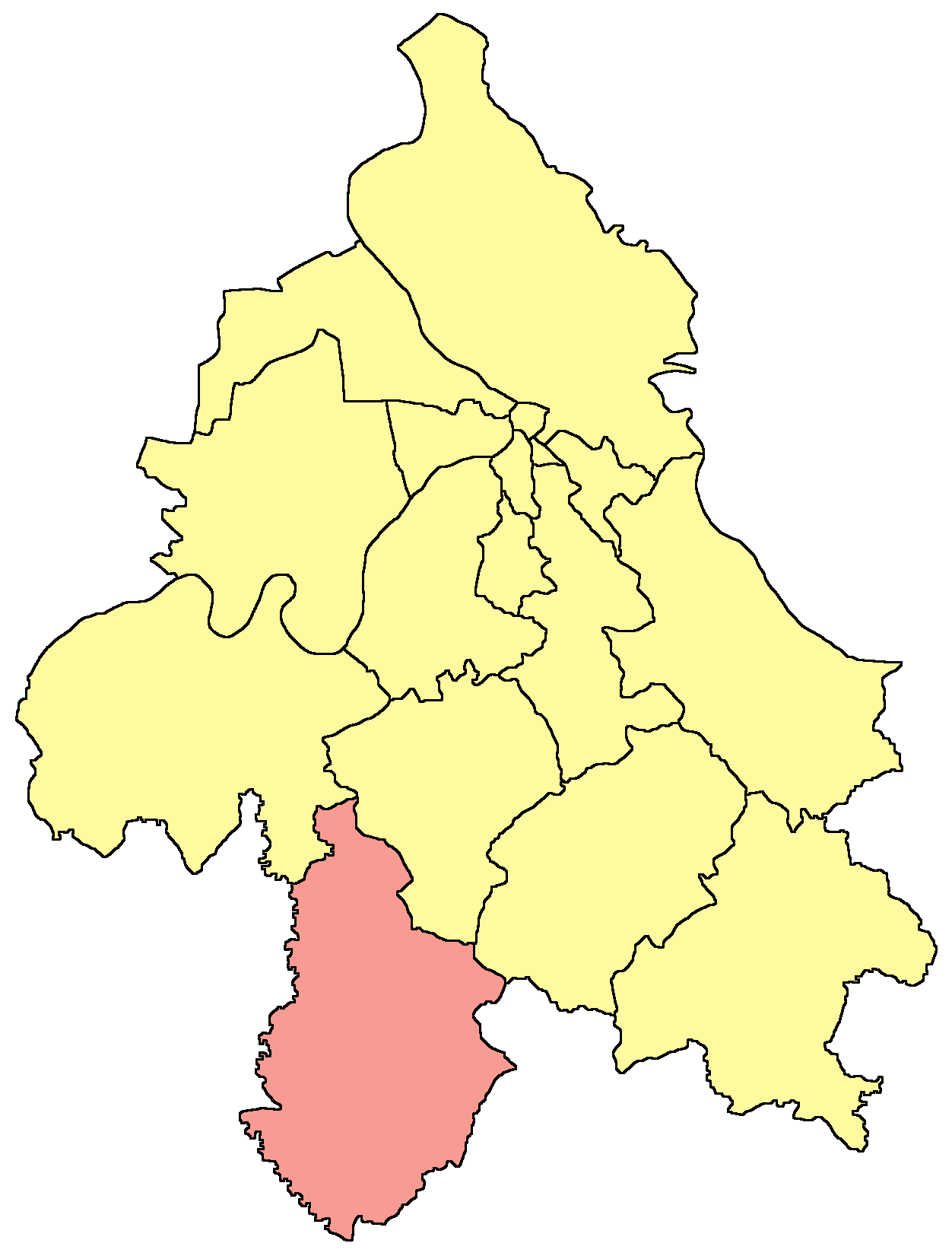
Localisation de la municipalité de Lazarevac dans la Ville de Belgrade

## Histoire
Le site de Batašina, sur le territoire de Stepojevac, a permis de mettre au jour les vestiges d'une luxueuse villa rustica romaine ainsi qu'une tombe datée des Ve-VIe siècles ; en raison de son importance, il est inscrit sur la liste des sites archéologiques protégés de la république de Serbie et sur la liste des biens culturels de la ville de Belgrade.

## Démographie

### Évolution historique de la population
| 1948  | 1953  | 1961  | 1971  | 1981  | 1991  | 2002  | 2011  |
| ----- | ----- | ----- | ----- | ----- | ----- | ----- | ----- |
| 2 327 | 2 299 | 2 468 | 2 638 | 2 773 | 2 943 | 3 019 | 2 894 |

|  |

### Données de 2002
Pyramide des âges (2002)
En 2002, l'âge moyen de la population était de 40,1 ans pour les hommes et 39,9 ans pour les femmes.
Répartition de la population par nationalités (2002)
En 2002, les Serbes représentaient 98,01 % de la population.

### Données de 2011
En 2011, l'âge moyen de la population était de 42,2 ans, 41,3 ans pour les hommes et 43,2 ans pour les femmes.

## Éducation
Stepojevac dispose d'une école élémentaire, l'école Vuk Karadžić, qui gère des annexes à Vrbovno et Leskovac,. La bibliothèque de l'école est gérée par la bibliothèque municipale Dimitrije Tucović (Gradska biblioteka Dimitrije Tucović),.

## Transports
La ligne 4 du réseau express régional Beovoz, qui mène de Pančevo (au nord) à Valjevo (au sud), en passant par le centre de Belgrade, dessert la gare de Stepojevac.